# Taramakau River
Der Taramakau River ist ein Fluss an der Grenze vom Grey District zum Westland District in der Region West Coast auf der Südinsel von Neuseeland.

## Geographie
Der Taramakau River entspringt auf einer Höhe von 1480 m rund 2,3 km südlich des Harper Pass und 1,5 km westlich des 1745 m hohen Tainui Peak in den Neuseeländischen Alpen. Von seinem Quellgebiet aus fließt der Taramakau River zunächst in westliche Richtung, um dann auf der Hälfte seiner Strecke nach einem Schwenk in westsüdwestliche Richtung in einem Rechtsbogen nach Nordwesten zu ziehen. Auf seinen letzten 2 km zieht der Fluss sein Flussbett bis zur Mündung in die Tasmansee wieder in westsüdwestliche Richtung. Die Gesamtlänge des Taramakau River beträgt rund 82 km.
Als linke Nebenflüsse tragen der Otehake River, der Ōtira River, der Taipo River und der Big Wainihinihi River ihre Wässer zu und von der rechten Flussseite tut dies nur der Greenstone River/Hokonui.
Ab dem Zufluss des Ōtira River begleitet der New Zealand State Highway 73, der von Süden vom Arthur’s Pass aus kommend parallel zum Ōtira River nach Norden führt, den Taramakau River in mehr oder weniger großen Abständen den Fluss linksseitig nach Westen und stößt bei Kumara Junction kurz vor der Küste auf den New Zealand State Highway 6.

## Flora und Fauna
Im Fluss lebt eine angemessene Anzahl von Bachforellen und einige Regenbogenforellen sowie in den Monaten zwischen Januar und April von der See her kommende Lachse.